# Якутович, Вячеслав Петрович
Вячеслав Петрович Якутович (17 октября 1906 года, Киев — 24 мая 1965 года, Ленинград) — советский военный деятель, генерал-майор (20 декабря 1943 года).

## Начальная биография
Вячеслав Петрович Якутович родился 17 октября 1906 года в Киеве в молодой семье — спустя месяц после бракосочетания шестнадцатилетних родителей. Отец — Пётр Лукич Якутович (1890—1920-е), из семьи строителей, перебравшейся в Киев в середине XIX века, брали подряды на строительство церквей. Мать — Дарина Михайловна Сенчило-Стефановская (1890—1962), из семьи потомственных иконописцев, прадед Дарины — художник-иконописец Фрол Степанович Сенчило-Стефановский (умер в 1829 году) — отец преподавателя Киево-Подольского дворянского училища художника-иконописца Алексея Фроловича Сенчило-Стефановского  (1808—22.8.1861). Семья занимала дом на Андреевском спуске под нынешним номером 32.
В 1919 году Вячеслав Якутович бежал из родного дома с отступавшим из Киева Петлюрой, в тот самый день, когда семья эмигрировала с Украины.

## Военная служба

### Гражданская война
5 августа 1921 года В. П. Якутович добровольно вступил в РККА и направлен красноармейцем в конную разведку в составе 173-й бригады 58-й стрелковой дивизии, после чего принимал участие в боевых действиях против воинских формирований под командованием Музыки, Хоменко, полковника Цветного и других на территории Киевской губернии. В сентябре 1922 года во время боя при взятии села Медвин был ранен в левое лёгкое и 15 сентября демобилизован из рядов армии «как несовершеннолетний».

### Межвоенное время
В августе 1925 года В. П. Якутович призван в ряды РККА и направлен на учёбу в Киевскую военную школу связи, однако после окончания второго курса в июне 1927 года демобилизован по болезни, после чего учился в Киевском институте народного хозяйства, которое окончил в январе 1931 года и одновременно работал в редакциях газет «Молодой большевик», «Пролетарская правда» и «Селянская газета».
С января 1931 года работал инспектором Богуславской районной контрольной комиссии рабоче-крестьянской инспекции и референтом-экономистом Богуславского райплана при райисполкоме. В марте 1932 года перешёл в Западное управлении комбината электростанций в Киеве и затем работал ответственным исполнителем по труду и кадрам, заведующим группой кадров, начальником технической пропаганды, временно исполняющим должность управляющего комбинатом по массовой производственной работе. В октябре 1933 года назначен на должность заместителя директора Киевской электростанции № 2 имени И. В. Сталина и в том же месяце направлен на учёбу на двухмесячные курсы среднего начсостава запаса при 6-м полку связи Украинского военного округа, которые окончил 15 декабря.
С 26 мая 1934 года проходил воинские сборы при этом же 6-м полку связи, после окончания которых 10 сентября был оставлен в РККА и назначен на должность помощника командира роты в составе этого же полка, а в 1935 году — на должность командира этой же роты, в августе 1935 года — на должность командира мото-эскадрона в составе 13-го кавалерийского полка (3-я Бессарабская кавалерийская дивизия, Киевский военный округ, а с августа 1936 года служил помощником начальника штаба и помощником командира батальона воинской части 2704 Киевского военного округа.
В 1937 году направлен на учёбу на первый курс 4-го (заочного) факультета Военной академии имени М. В. Фрунзе, а в октябре 1938 года переведён на второй курс основного факультета академии. После окончания академии с отличием в ноябре 1939 года назначен на должность заместителя начальника штаба 49-й стрелковой дивизии по тылу, после чего принимал участие в ходе Советско-финляндской войны, во время которой дивизия находилась в резерве 7-й армии, а после передачи в группу под командованием комкора В. Д. Грендаля вела боевые действия в районе Тайпале, в ходе которых В. П. Якутович был ранен в районе города Терентиль, а под Тайпале контужен. В феврале 1940 года назначен командиром 15-го стрелкового полка, который после окончания советско-финляндской войны был передислоцирован села Токари (Каменецкий район, Брестская область, Белорусский особый военный округ), где занимался строительством ДОТов по восточному берегу реки Буг.
В августе 1940 года капитан В. П. Якутович назначен на должность начальника штаба 49-й стрелковой дивизии, а в феврале 1941 года — на должность командира 546-го стрелкового полка в составе 191-й стрелковой дивизии (Ленинградский военный округ), формировавшегося в населённом пункте Агалатово, а в мае передислоцированного Кингисепп.

### Великая Отечественная война
С началом войны находился на прежней должности. Полк под командованием майора В. П. Якутовича вступил в первый бой 26 июня 1941 года в районе порта Кунда (Эстонская ССР) с целью отражения высадки десанта войск противника. В июле полк вёл оборонительные боевые действия против войск противника, наступавшего на Веймарн-Котлы-Ораниенбаум. В ходе этих боевых действий был дважды ранен — под Заречье и под Кингисеппом.
В августе 1941 года назначен на должность командира 70-й стрелковой дивизии, вышедшей из окружения и вскоре принимавшей участие в ходе оборонительных боевых действий под Ленинградом и в наступательной операции на Усть-Тосно, в ходе которых В. П. Якутович вновь был дважды ранен. После излечении в декабре 1941 года назначен на должность командира 13-й стрелковой дивизии, которая в составе 42-й армии (Ленинградский фронт) вёл оборонительные боевые действия на Пулковских высотах, а в начале 1943 года в составе 67-й армии принимала участие в ходе операции «Искра» по прорыву блокады Ленинграда. 24 января 1943 года полковник В. П. Якутович был тяжело ранен во время боя за 8-ю ГЭС, после чего лечился в госпитале.
После излечения в мае 1943 года назначен на должность командира 201-й стрелковой дивизии (117-й стрелковый корпус, Ленинградский фронт), которая с января 1944 года принимала участие в боевых действиях в ходе Красносельско-Ропшинской, Новгородско-Лужской и Нарвской наступательных операций.
В сентябре 1944 года генерал-майор В. П. Якутович был контужен, после чего лечился в госпитале в Ленинграде и затем в санатории РККА в Сочи и после излечения в январе 1945 года назначен на должность командира 17-й гвардейской стрелковой дивизии, однако в связи с болезнью в должность не вступил и продолжил находиться в госпиталях. В конце апреля 1945 года направлен в распоряжение главнокомандующего Войска польского и при проведении Берлинской наступательной операции работал в штабе Войска польского.

### Послевоенная карьера
После окончания войны продолжил служить в Войске польском и 15 мая 1945 года назначен командиром 1-го польского пехотного корпуса, а 10 сентября — командующим Поморским военным округом.
В ноябре 1945 года вернулся в СССР, после чего находился в распоряжении Главного управления кадров НКО и в феврале 1946 года направлен на учёбу Высшую военную академию имени К. E. Ворошилова, однако неоднократно находился в госпитале по болезни и в октябре того же года был отчислен по состоянию здоровья и зачислен в распоряжение Управления кадров Сухопутных войск.
В декабре 1946 года назначен на должность заместителя командира 29-го стрелкового корпуса (Северокавказский военный округ), дислоцированного в Краснодаре, а в августе 1947 года — на должность заместителя командира 30-го гвардейского стрелкового корпуса (Ленинградский военный округ), дислоцированного в Выборге. С января 1950 года находился в распоряжении главкома Сухопутных войск и в мае назначен заместителем командира 1-го стрелкового корпуса (Туркестанский военный округ).
Генерал-майор Вячеслав Петрович Якутович в ноябре 1950 года вышел в запас. Вместе  с семьёй  жил  в известном ленинградском доме Специалистов.. Умер 24 мая 1965 года в Ленинграде. Похоронен на Богословском кладбище Ленинграда.

## Семья
Отец — Петр Лукич Якутович (1890—1920), мать — Дарина Михайловна Якутович Сенчило-Стефановская (1890—1962).
- Первая жена Прасковья (Вера) Котова

- - сын Игорь Вячеславович Якутович (1928—1946)
  - сын Георгий Вячеславович Якутович (14.02.1930 — 05.09.2000)
    - внук Сергей Георгиевич Якутович (21.11.1952 — 27.06.2017)

- Вторая жена Клавдия Ивановна Иванова (12.12.1922 — 25.08.1996)
  - сын Вячеслав Вячеславович Якутович (20.03.1946 — 25.08.2007)
    - внучка Николь Вячеславовна Якутович (10.10.1967)
    - внучка Эльжбета Вячеславовна Якутович (Чегарова) (10.10.1967)

  - сын Петр Вячеславович Якутович (20.06.1947)
    - внучка Мария Петровна Якутович (06.04.1975 — 09.10.1992)

## Награды
- Два ордена Красного Знамени (в том числе 06.02.1942[1]);
- Орден Кутузова 2 степени;
- Орден Красной Звезды;
- Медали;

- Иностранные орден и медаль.

## Сочинения
Якутович В. П., Свиридов В. П., Василенко В. Е. Битва за Ленинград. 1941—1945. — Л.: Лениздат, 1962. — 554 с. с ил.; 8 л. схем.